# Seyal-Akazie
Die Seyal-Akazie (Vachellia seyal (Delile) P.J.H.Hurter, Syn.: Acacia seyal Delile, Acacia stenocarpa Hochst. ex A.Rich., Acacia flava var. seyal (Del.) Roberty) ist eine Pflanzenart aus der Gattung Vachellia in der Unterfamilie der Mimosengewächse (Mimosoideae) innerhalb der Familie der Hülsenfrüchtler (Fabaceae).

## Beschreibung

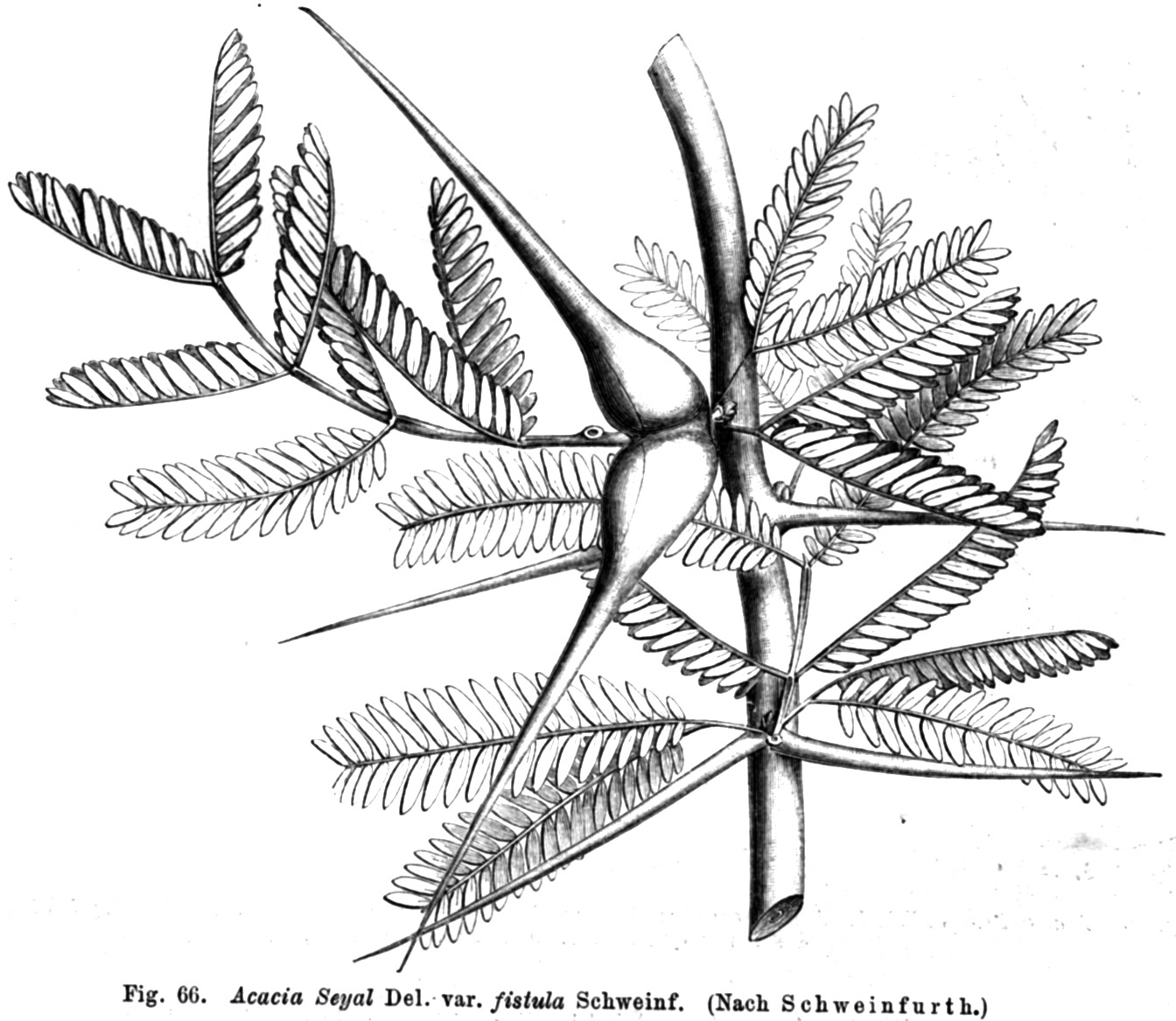
Illustration; Dornen von Vachellia seyal var. fistula mit teils geschwollenen Ameisengallen an der Basis

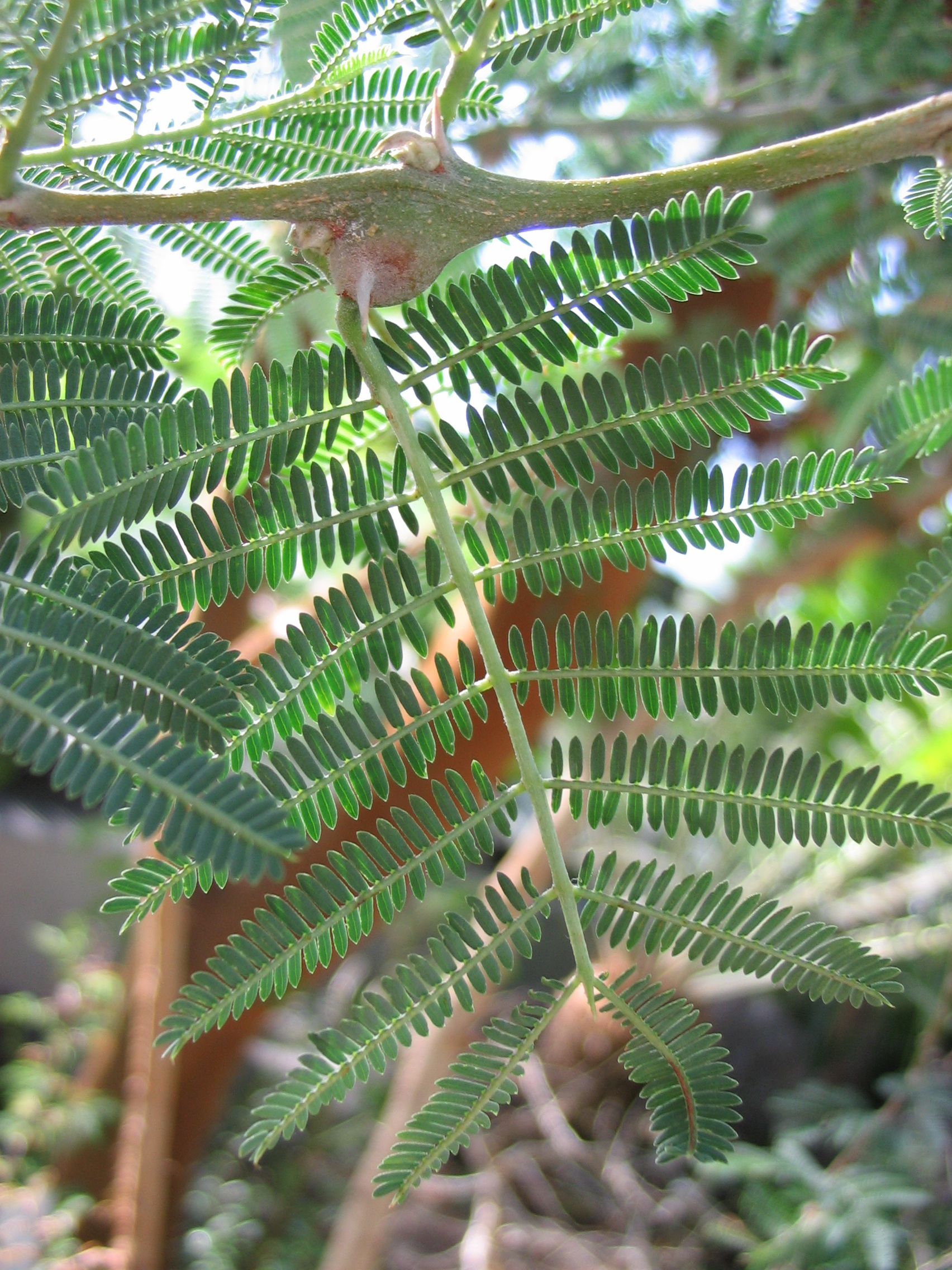
Gefiedertes Laubblatt

### Vegetative Merkmale
Die Seyal-Akazie wächst als ein trockenheits- und feuerresistenter, andromonözischer, halbimmergrüner, dorniger und reich verzweigter Baum und erreicht Wuchshöhen von 6 bis 12(16) m. Er besitzt eine (hell-, weißlich-)grünliche oder eine orange-rötliche Rinde die sehr oft fein mit gelben oder rötlichen, pudrigen Flechten bedeckt ist.
An der Basis der gestielten, wechselständig oder wirtelig angeordneten, 3–10 cm langen, doppelt paarig gefiederten Blätter steht ein Paar hellbraun-graue, bis 8,5 cm lange, meist gerade und spitzige Nebenblattdornen. Die Dornen sind auch einzeln oder paarig am Stamm und an den Zweigen. An der Dornenbasis können geschwollene Ameisengallen vorhanden sein. Die kleinen, länglich bis elliptischen, rundspitzig bis abgerundeten, fast sitzenden Fiederblättchen sind bis etwa 8–10 mm lang und bis 1,5–2 mm breit. An der Stielbasis und an der Rachis bei den obersten zwei Fiedern können Drüsen (extraflorale Nektarien) vorhanden sein.

### Generative Merkmale
Die intensiv gelben, meist zwittrigen oder männlichen, fünfzähligen Blüten mit doppelter Blütenhülle stehen kompakt in runden, gestielten Blütenknäueln (dichte zusammengesetzte Zyme; Glomerule) von etwa 1,5 cm Durchmesser in rispigen (fascicle) Blütenständen mit bis zu acht Knäueln zusammen. An den Blütenstandsstielen sitzen in verschiedenen Höhen zwei kleine, ringförmig verwachsene Deckblätter.
Es sind in den einzelnen Blüten viele (40–50) büschelig angeordnete, lange und vorstehende Staubblätter mit fädlichen, gelbliche Filamenten und kleinen, gelben Antheren und ein langer, etwas kürzer Stempel mit kleiner, kopfiger Narbe vorhanden. Der längliche, oberständige Fruchtknoten ist kurz gestielt.
Die orange-braunen, abgeflachten, oft rundlich gebogenen, sichelförmigen, kahlen und ledrigen Hülsenfrüchte sind 7–20 cm lang und 0,5–0,9 cm breit, mit Einschnürungen zwischen den einzelnen Samen. Es sind 6–10, abgeflachte und elliptische, etwa 5–7 × 3–4 mm große und etwa 2 mm dicke, braune Samen vorhanden. Die Tausendkornmasse beträgt etwa 40–70 g. Die Samen sollen schneller keimen wenn die Samenschale durch Feuer geschädigt wird, dies konnte aber durch eine andere Quelle nicht oder nur bei tiefer eingegrabenen Samen bestätigt werden. Auch eine starke Erschütterung löst den Effekt einer schnelleren Keimung aus, hier muss man die Samen mit einer „Seed-Gun“ gegen eine Betonwand schießen. Auch eine Sakrifizierung mit Säuren oder heißem Wasser bewirkt eine schnellere Keimung.
Die Hülsenfrüchte und die Rinde enthalten viel Tannin.
Die Chromosomenzahl beträgt 2n = 104.

## Varietäten
Es werden zwei Varietäten unterschieden, sie unterscheiden sich durch die verschiedenen Dornen und der Farbe der Rinde, sowie dem Verbreitungsgebiet.
- Vachellia seyal var. seyal (Delile) P.J.H.Hurter: trockenere Standorte
- Vachellia seyal var. fistula (Schweinf.) Kyal. & Boatwr.: feuchtere Standorte, Ostafrika; Sudan bis Mosambik, Uganda[10]

## Vorkommen
Die Seyal-Akazie ist von Ägypten bis Mosambik und westlich bis Senegal, sowie in Israel, Saudi-Arabien, Yemen, Iran und Syrien verbreitet. In der Sahelzone steht sie oft in feuchten Niederungen.

## Nutzung
Sie ist neben anderen Mimosengewächsen ein Lieferant für Gummi arabicum, ein natürliches Polysaccharid, das beim Anritzen der Rinde heraustropft und erstarrt. Allerdings ist die Qualität schlechter als das Gummi arabicum anderer Arten, weil es Tannine enthält.
Das Holz wird als Feuerholz genutzt, wobei es einen angenehmen Duft verströmt und es wird auch zu Holzkohle verarbeitet. Der Rauch der beim Verbrennen des Holzes entsteht wirkt als Begasungsmittel gegen Insekten und Läuse. Das Holz ist auch als „Shittim“ bekannt, es wurde in der Antike für Pharaonensärge verwendet. Es wird auch in Bibel erwähnt, es soll eines der Hölzer sein das für den Bau der Arche Noah verwendet worden sein soll.
Die Rinde kann zum Rotfärben oder auch zum Flechten von Seilen verwendet werden. Blätter, Früchte und Blüten sind ein begehrtes Viehfutter. Das Wurzelsystem macht die Seyal-Akazie zu einem guten Bodenstabilisator. Die dornigen Zweige können zu Zäunen geflochten werden.